# Thomas Baker (vliegenier)
Thomas Charles Richmond Baker (Smithfield, 2 mei 1897 – Aat, 4 november 1918) was een Australisch soldaat, vliegenier en vliegende aas in de Eerste Wereldoorlog. Hij was in zijn jeugd een actief sporter en ontwikkelde een grote belangstelling voor de luchtvaart.
Baker werd aangenomen als bankbediende bij de Bank of New South Wales voordat hij in juli 1915 als soldaat in dienst trad van de First Australian Imperial Force om te dienen in de Eerste Wereldoorlog. Hij maakte deel uit van de artillerie aan het Westfront en ontving de tweemaal de Military Medal (MM and Bar), o.a. voor het herhaaldelijk repareren van een communicatielijn terwijl hij onder vuur lag. In juni 1917 ontving Baker een gesp voor zijn aandeel in het blussen van een brand in een put waarin de artillerie ongeveer 300 shrapnels en zware explosieven had opgeslagen. Hij sneuvelde op 4 november 1918 en werd begraven op de begraafplaats van Escanaffles.
In februari 1919 werd hij postuum vereerd met het Distinguished Flying Cross (DFC).

## Jonge jaren
Baker werd geboren als oudste zoon van Richmond Baker, een schoolmeester en boer, en Annie Martha (geboren als Gardner). Hij werd onderwezen aan St Peter's College in Adelaide. Tijdens zijn schooljaren was Baker een actieve sporter. Hij deed aan roeien, tennis en football.